# Раміро Герра
Раміро Герра (ісп. Ramiro Guerra, нар. 21 березня 1997, Монтевідео) — уругвайський і іспанський футболіст, півзахисник «Вільярреала».

## Клубна кар'єра
Народився 21 березня 1997 року в Монтевідео в родині уругвйця й іспанки. Дитиною перебрався до Іспанії, де згодом займввся футболом у футбольній школі «Вільярреала».
У дорослому футболі дебютував 2013 року виступами на правах оренди за ничжолігову команду «Ла Рода». Згодом грав за третю і другу команди «Вільярреала».
В сезоні 2017/18 дебютував за головну команду рідного клубу, проте пробитися до її основного складу не зумів і по його завершенні був відданий в оренду до  «Хімнастіка».
2019 року повернувся до «Вільярреала», утім продовжив виступи у його другій команді.

## Виступи за збірні
2013 року дебютував у складі юнацької збірної Іспанії (U-16), загалом на юнацькому рівні за команди різних вікових категорій взяв участь в 11 іграх.
2015 року погодився захищати у подальшому на рівні збірних кольори країни свого народження і був викликаний до лав молодіжної збірної Уругваю. На молодіжному рівні зіграв у 9 офіційних матчах і був учасником тогорічної молодіжної світової першості.